# 圍攻者行動

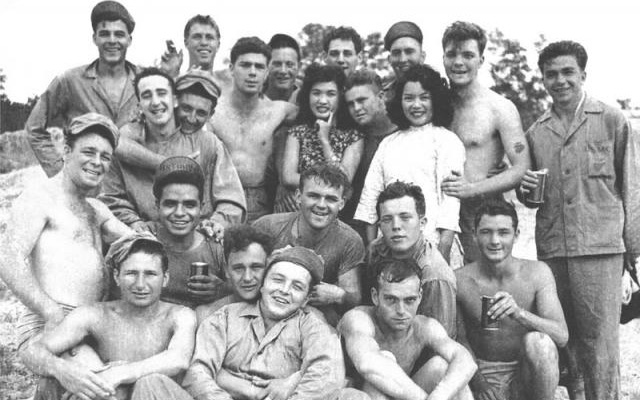
圍攻者行動期間駐紮在青島的美軍

圍攻者行動是1945年到1949年期間美国海军陆战队為將留在中国的日本人、朝鮮人以及美國人遣返回本國而在河北省、山东省以及中國其他地方執行的軍事任務。期間美军与中國共產黨的軍隊发生了数次冲突。1947年4月至5月，美军撤出河北省。此后美軍主要在青岛附近駐扎。1948年11 月，美國國務院宣佈從中國撤僑，許多在華美國僑民抵達上海，通過上海回國。12月又有美軍抵達上海協助美國僑民離開。 1949年2月，美軍撤出青島，從青島撤離的美軍抵達上海，再從上海撤離。截至1949年年中，此次軍事任務結束。